# Romain Meder
Romain Meder, né le 31 octobre 1978 à Neurey-lès-la-Demie (Haute-Saône), est un chef cuisinier français.  

## Biographie

### Débuts et formations
Il découvre la cuisine avec son grand-père, chef de cuisine à la maison de retraite de Neurey-lès-la-Demie. Il se forme ensuite à la boucherie, puis à la cuisine, et obtient un brevet professionnel traiteur. Il apprend la cuisine des iles pendant son service militaire en servant en tant que chef au mess des officiers en Martinique.
En 2000, il est commis de cuisine chez le traiteur parisien Potel et Chabot et intègre ensuite l'équipe du restaurant Hélène Darroze où il devient sous-chef jusqu'en 2006

### Groupe Alain Ducasse
Il intègre le groupe Alain Ducasse en 2006 où il devient chef de partie à l'ancien Plaza Athénée pendant 4 ans. Il intègre ensuite La Cour Jardin, restaurant d'été du Plaza Athénée. Puis il dirige les cuisines pendant deux ans et demi du restaurant Le Spoon des îles à l'Île Maurice[source secondaire nécessaire].
Alain Ducasse le charge d'aller explorer la cuisine du Liban, du Maroc et de la façade occidentale de l'Inde[source secondaire nécessaire] afin de se préparer à l'ouverture, en décembre 2011 du restaurant du Musée d'art islamique l'Idam à Doha (Qatar).
Il revient à Paris en 2014 pour participer en tant que chef exécutif à la réouverture du restaurant Alain Ducasse au Plaza Athénée à Paris qui reçoit le 1er février 2016 3 étoiles au Guide Michelin. Dans ce restaurant, Romain Meder décline le concept de « naturalité » créé par Alain Ducasse.

### ADMO aux ombres
Après la fermeture du restaurant Alain Ducasse au Plaza Athénée le 30 juin 2021, il participe au projet ADMO aux Ombres, restaurant éphémère ouvert pour 100 jours de novembre 2021 à mars 2022, autour d'Alain Ducasse, Albert Adrià et Jessica Préalpato. La cuisine y est toujours orientée vers les légumes, les céréales et le poisson.
Avec Alain Ducasse, il lance le restaurant Sapid à Paris, dans lequel la naturalité est déclinée à des prix abordables. La cheffe Marvic Medina Matos a été formée par Romain Meder au Plaza Athénée.

### Domaine de Primard
En 2022, il prend la tête des cuisines du Domaine du Primard, hôtel de Luxe, et ancienne demeure de Catherine Deneuve en Eure-et-Loir. Il reste sur sa manière de cuisiner, travailler avec le végétal, collaborer avec les producteurs locaux et utiliser le potager du domaine,. Le restaurant ferme à la fin septembre 2024.

## Cuisine de Romain Meder
Sa cuisine est influencée par ses voyages, il utilise beaucoup les légumes de saison, les épices, les céréales. Dans les cuisines du Plaza Athénée, il travaille principalement sur la naturalité, et allie céréales, légumes et poissons issus de la pêche responsable.